# カラス
カラス（烏、鴉、鵶、雅）は、鳥類カラス科の1グループ。カラス属 Corvusまたは近縁な数属を含む。
鳥類の中では頭が非常に良く、黒い鳥として代表的な存在である。そのため、諺では白い鷺などと対比される場合がある。
ただし、実際には白黒2色のコクマルガラスや暗褐色に白斑のホシガラス等もおり、必ずしも全身が真っ黒のものだけではない。
また、カラスにはカラスの子供が成長するとその親に餌を運んで養うことから、「烏に反哺の孝あり」と言われて、「慈鳥(じちょう)」という異名もある 。

## 種類
カラスは、最も広義にはスズメ目カラス科の総称だが、通常はその一部とされる。最も広義のカラス、つまりカラス科は、通常のカラスのほか、カケス類、サンジャク類、オナガ類、カササギ類などを含む。
カラス科の中で標準和名に「カラス」（または「ガラス」）がある種は、
- ベニハシガラス属 Pyrrhocorax ○
- ソデグロガラス属 Zavattariornis ○
- サバクガラス属 Podoces ○
- ホシガラス属 Nucifraga ●
- コクマルガラス属 Coloeus ●
- カラス属 Corvus ●

に含まれる。また、カササギ属のカササギは、標準和名には「カラス」はないが、「カチガラス」「コウライガラス」の異名を持つ。
これらのほとんどは、かつてはカラス属に近縁だろうと考えられていた。しかし実際は、ホシガラス属とコクマルガラス属はカラス属に近縁（●を付けた）だが、ソデグロガラス属、サバクガラス属、ベニハシガラス属は離れており（○を付けた）、中でもベニハシガラス属はカラス科の中で最初に分岐している。
|  | ベニハシガラス属 Pyrrhocorax ○   |
|  |                                  |
|  | タイワンオナガ属 Dendrocitta     |
|  |                                  |
|  | ラケットオナガ属 Crypsirina など |
|  |                                  |

|  | アフリカサンジャク Ptilostomus |
|  |                                |
|  | サバクガラス属 Podoces ○       |
|  |                                |

|  | ホシガラス属 Nucifraga ●                                                         |
|  |                                                                                  |
|  | \| \| コクマルガラス属 Coloeus ● \| \| \| \| \| \| カラス属 Corvus ● \| \| \| \| |
|  |                                                                                  |
|  | コクマルガラス属 Coloeus ●                                                       |
|  |                                                                                  |
|  | カラス属 Corvus ●                                                                |
|  |                                                                                  |

|  | コクマルガラス属 Coloeus ● |
|  |                            |
|  | カラス属 Corvus ●          |
|  |                            |

|  | アフリカサンジャク Ptilostomus |
|  |                                |
|  | サバクガラス属 Podoces ○       |
|  |                                |

|  | ホシガラス属 Nucifraga ●                                                         |
|  |                                                                                  |
|  | \| \| コクマルガラス属 Coloeus ● \| \| \| \| \| \| カラス属 Corvus ● \| \| \| \| |
|  |                                                                                  |
|  | コクマルガラス属 Coloeus ●                                                       |
|  |                                                                                  |
|  | カラス属 Corvus ●                                                                |
|  |                                                                                  |

|  | コクマルガラス属 Coloeus ● |
|  |                            |
|  | カラス属 Corvus ●          |
|  |                            |

|  | アフリカサンジャク Ptilostomus |
|  |                                |
|  | サバクガラス属 Podoces ○       |
|  |                                |

|  | ホシガラス属 Nucifraga ●                                                         |
|  |                                                                                  |
|  | \| \| コクマルガラス属 Coloeus ● \| \| \| \| \| \| カラス属 Corvus ● \| \| \| \| |
|  |                                                                                  |
|  | コクマルガラス属 Coloeus ●                                                       |
|  |                                                                                  |
|  | カラス属 Corvus ●                                                                |
|  |                                                                                  |

|  | コクマルガラス属 Coloeus ● |
|  |                            |
|  | カラス属 Corvus ●          |
|  |                            |

|  | アフリカサンジャク Ptilostomus |
|  |                                |
|  | サバクガラス属 Podoces ○       |
|  |                                |

|  | ホシガラス属 Nucifraga ●                                                         |
|  |                                                                                  |
|  | \| \| コクマルガラス属 Coloeus ● \| \| \| \| \| \| カラス属 Corvus ● \| \| \| \| |
|  |                                                                                  |
|  | コクマルガラス属 Coloeus ●                                                       |
|  |                                                                                  |
|  | カラス属 Corvus ●                                                                |
|  |                                                                                  |

|  | コクマルガラス属 Coloeus ● |
|  |                            |
|  | カラス属 Corvus ●          |
|  |                            |

|  | アフリカサンジャク Ptilostomus |
|  |                                |
|  | サバクガラス属 Podoces ○       |
|  |                                |

|  | ホシガラス属 Nucifraga ●                                                         |
|  |                                                                                  |
|  | \| \| コクマルガラス属 Coloeus ● \| \| \| \| \| \| カラス属 Corvus ● \| \| \| \| |
|  |                                                                                  |
|  | コクマルガラス属 Coloeus ●                                                       |
|  |                                                                                  |
|  | カラス属 Corvus ●                                                                |
|  |                                                                                  |

|  | コクマルガラス属 Coloeus ● |
|  |                            |
|  | カラス属 Corvus ●          |
|  |                            |

|  | アフリカサンジャク Ptilostomus |
|  |                                |
|  | サバクガラス属 Podoces ○       |
|  |                                |

|  | ホシガラス属 Nucifraga ●                                                         |
|  |                                                                                  |
|  | \| \| コクマルガラス属 Coloeus ● \| \| \| \| \| \| カラス属 Corvus ● \| \| \| \| |
|  |                                                                                  |
|  | コクマルガラス属 Coloeus ●                                                       |
|  |                                                                                  |
|  | カラス属 Corvus ●                                                                |
|  |                                                                                  |

|  | コクマルガラス属 Coloeus ● |
|  |                            |
|  | カラス属 Corvus ●          |
|  |                            |

|  | アフリカサンジャク Ptilostomus |
|  |                                |
|  | サバクガラス属 Podoces ○       |
|  |                                |

|  | ホシガラス属 Nucifraga ●                                                         |
|  |                                                                                  |
|  | \| \| コクマルガラス属 Coloeus ● \| \| \| \| \| \| カラス属 Corvus ● \| \| \| \| |
|  |                                                                                  |
|  | コクマルガラス属 Coloeus ●                                                       |
|  |                                                                                  |
|  | カラス属 Corvus ●                                                                |
|  |                                                                                  |

|  | コクマルガラス属 Coloeus ● |
|  |                            |
|  | カラス属 Corvus ●          |
|  |                            |

|  | アフリカサンジャク Ptilostomus |
|  |                                |
|  | サバクガラス属 Podoces ○       |
|  |                                |

|  | ホシガラス属 Nucifraga ●                                                         |
|  |                                                                                  |
|  | \| \| コクマルガラス属 Coloeus ● \| \| \| \| \| \| カラス属 Corvus ● \| \| \| \| |
|  |                                                                                  |
|  | コクマルガラス属 Coloeus ●                                                       |
|  |                                                                                  |
|  | カラス属 Corvus ●                                                                |
|  |                                                                                  |

|  | コクマルガラス属 Coloeus ● |
|  |                            |
|  | カラス属 Corvus ●          |
|  |                            |

|  | ベニハシガラス属 Pyrrhocorax ○   |
|  |                                  |
|  | タイワンオナガ属 Dendrocitta     |
|  |                                  |
|  | ラケットオナガ属 Crypsirina など |
|  |                                  |

|  | アフリカサンジャク Ptilostomus |
|  |                                |
|  | サバクガラス属 Podoces ○       |
|  |                                |

|  | ホシガラス属 Nucifraga ●                                                         |
|  |                                                                                  |
|  | \| \| コクマルガラス属 Coloeus ● \| \| \| \| \| \| カラス属 Corvus ● \| \| \| \| |
|  |                                                                                  |
|  | コクマルガラス属 Coloeus ●                                                       |
|  |                                                                                  |
|  | カラス属 Corvus ●                                                                |
|  |                                                                                  |

|  | コクマルガラス属 Coloeus ● |
|  |                            |
|  | カラス属 Corvus ●          |
|  |                            |

|  | アフリカサンジャク Ptilostomus |
|  |                                |
|  | サバクガラス属 Podoces ○       |
|  |                                |

|  | ホシガラス属 Nucifraga ●                                                         |
|  |                                                                                  |
|  | \| \| コクマルガラス属 Coloeus ● \| \| \| \| \| \| カラス属 Corvus ● \| \| \| \| |
|  |                                                                                  |
|  | コクマルガラス属 Coloeus ●                                                       |
|  |                                                                                  |
|  | カラス属 Corvus ●                                                                |
|  |                                                                                  |

|  | コクマルガラス属 Coloeus ● |
|  |                            |
|  | カラス属 Corvus ●          |
|  |                            |

|  | アフリカサンジャク Ptilostomus |
|  |                                |
|  | サバクガラス属 Podoces ○       |
|  |                                |

|  | ホシガラス属 Nucifraga ●                                                         |
|  |                                                                                  |
|  | \| \| コクマルガラス属 Coloeus ● \| \| \| \| \| \| カラス属 Corvus ● \| \| \| \| |
|  |                                                                                  |
|  | コクマルガラス属 Coloeus ●                                                       |
|  |                                                                                  |
|  | カラス属 Corvus ●                                                                |
|  |                                                                                  |

|  | コクマルガラス属 Coloeus ● |
|  |                            |
|  | カラス属 Corvus ●          |
|  |                            |

|  | アフリカサンジャク Ptilostomus |
|  |                                |
|  | サバクガラス属 Podoces ○       |
|  |                                |

|  | ホシガラス属 Nucifraga ●                                                         |
|  |                                                                                  |
|  | \| \| コクマルガラス属 Coloeus ● \| \| \| \| \| \| カラス属 Corvus ● \| \| \| \| |
|  |                                                                                  |
|  | コクマルガラス属 Coloeus ●                                                       |
|  |                                                                                  |
|  | カラス属 Corvus ●                                                                |
|  |                                                                                  |

|  | コクマルガラス属 Coloeus ● |
|  |                            |
|  | カラス属 Corvus ●          |
|  |                            |

|  | アフリカサンジャク Ptilostomus |
|  |                                |
|  | サバクガラス属 Podoces ○       |
|  |                                |

|  | ホシガラス属 Nucifraga ●                                                         |
|  |                                                                                  |
|  | \| \| コクマルガラス属 Coloeus ● \| \| \| \| \| \| カラス属 Corvus ● \| \| \| \| |
|  |                                                                                  |
|  | コクマルガラス属 Coloeus ●                                                       |
|  |                                                                                  |
|  | カラス属 Corvus ●                                                                |
|  |                                                                                  |

|  | コクマルガラス属 Coloeus ● |
|  |                            |
|  | カラス属 Corvus ●          |
|  |                            |

|  | アフリカサンジャク Ptilostomus |
|  |                                |
|  | サバクガラス属 Podoces ○       |
|  |                                |

|  | ホシガラス属 Nucifraga ●                                                         |
|  |                                                                                  |
|  | \| \| コクマルガラス属 Coloeus ● \| \| \| \| \| \| カラス属 Corvus ● \| \| \| \| |
|  |                                                                                  |
|  | コクマルガラス属 Coloeus ●                                                       |
|  |                                                                                  |
|  | カラス属 Corvus ●                                                                |
|  |                                                                                  |

|  | コクマルガラス属 Coloeus ● |
|  |                            |
|  | カラス属 Corvus ●          |
|  |                            |

|  | アフリカサンジャク Ptilostomus |
|  |                                |
|  | サバクガラス属 Podoces ○       |
|  |                                |

|  | ホシガラス属 Nucifraga ●                                                         |
|  |                                                                                  |
|  | \| \| コクマルガラス属 Coloeus ● \| \| \| \| \| \| カラス属 Corvus ● \| \| \| \| |
|  |                                                                                  |
|  | コクマルガラス属 Coloeus ●                                                       |
|  |                                                                                  |
|  | カラス属 Corvus ●                                                                |
|  |                                                                                  |

|  | コクマルガラス属 Coloeus ● |
|  |                            |
|  | カラス属 Corvus ●          |
|  |                            |

|  | アフリカサンジャク Ptilostomus |
|  |                                |
|  | サバクガラス属 Podoces ○       |
|  |                                |

|  | ホシガラス属 Nucifraga ●                                                         |
|  |                                                                                  |
|  | \| \| コクマルガラス属 Coloeus ● \| \| \| \| \| \| カラス属 Corvus ● \| \| \| \| |
|  |                                                                                  |
|  | コクマルガラス属 Coloeus ●                                                       |
|  |                                                                                  |
|  | カラス属 Corvus ●                                                                |
|  |                                                                                  |

|  | コクマルガラス属 Coloeus ● |
|  |                            |
|  | カラス属 Corvus ●          |
|  |                            |

カラス科以外では、ウミガラス、オオウミガラス（共にチドリ目ウミスズメ科）、チシマウガラス（ペリカン目ウ科）、カワガラス（スズメ目カワガラス科）、ハゴロモガラス（スズメ目ムクドリモドキ科）、ハイイロモズガラス、フエガラス（共にスズメ目フエガラス科）などもいるが、生物学上のカラスの仲間とはみなされない。ただし、スズメ目シジュウカラ科のヒメサバクガラスは、かつてはサバクガラス属に近縁だと考えられ、カラス科に含められていた。

### 種
和名に「カラス」が含まれるカラス科の現生種をリストする。

#### カラス属
- Corvus カラス属

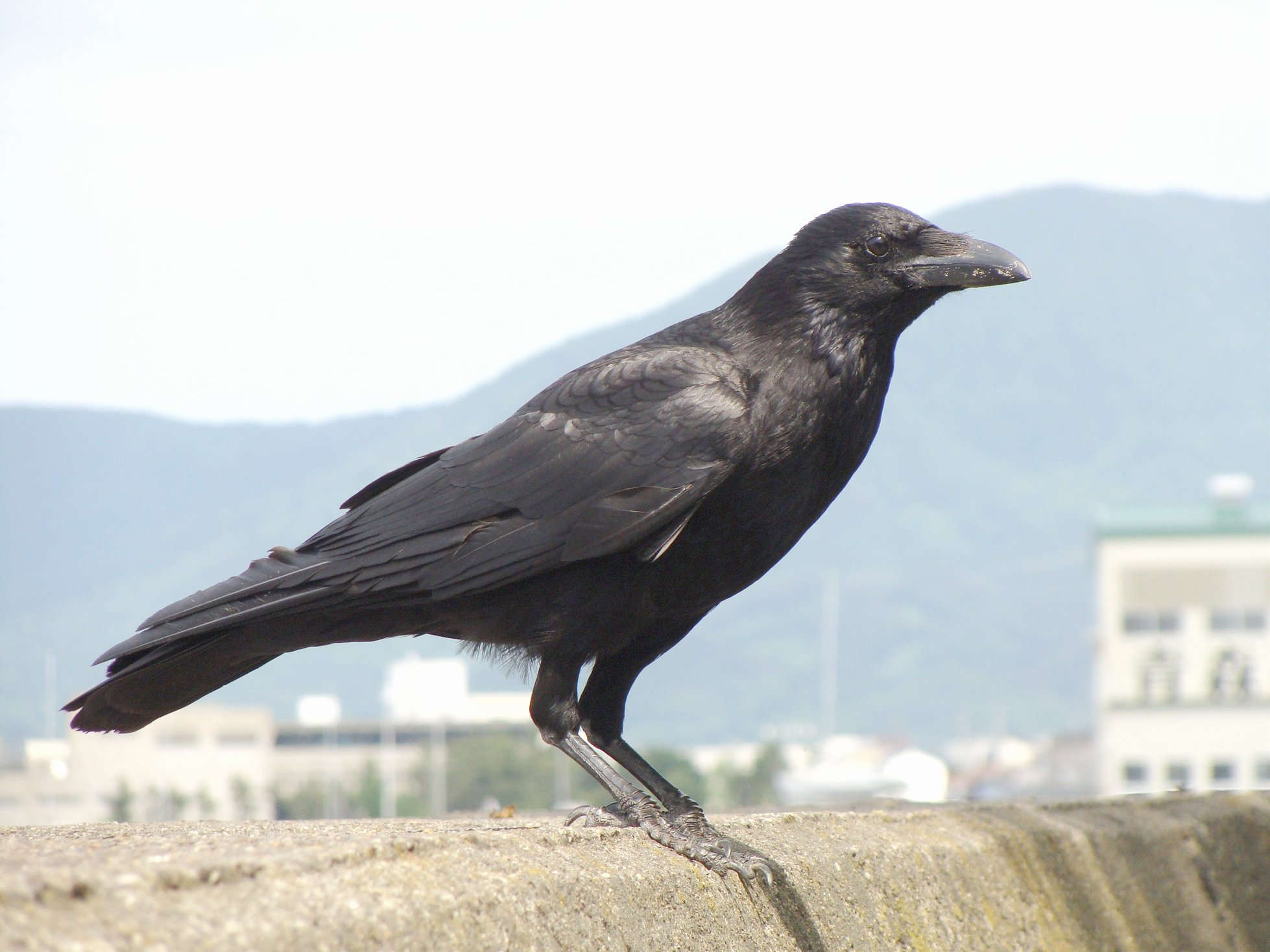
ハシボソガラス

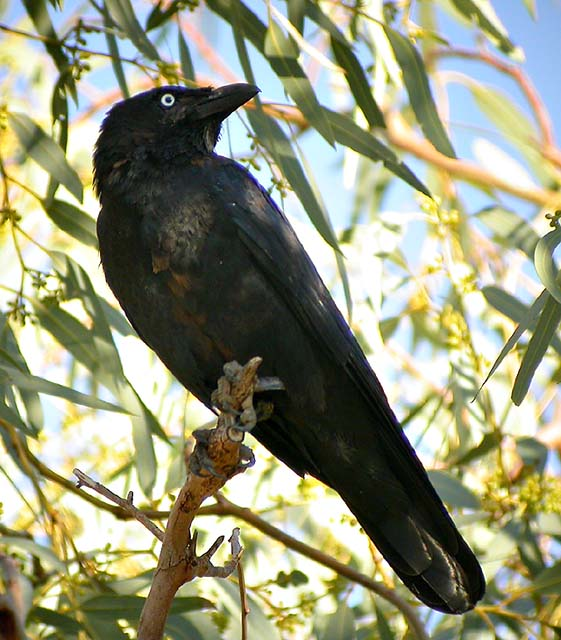
ミナミコガラス

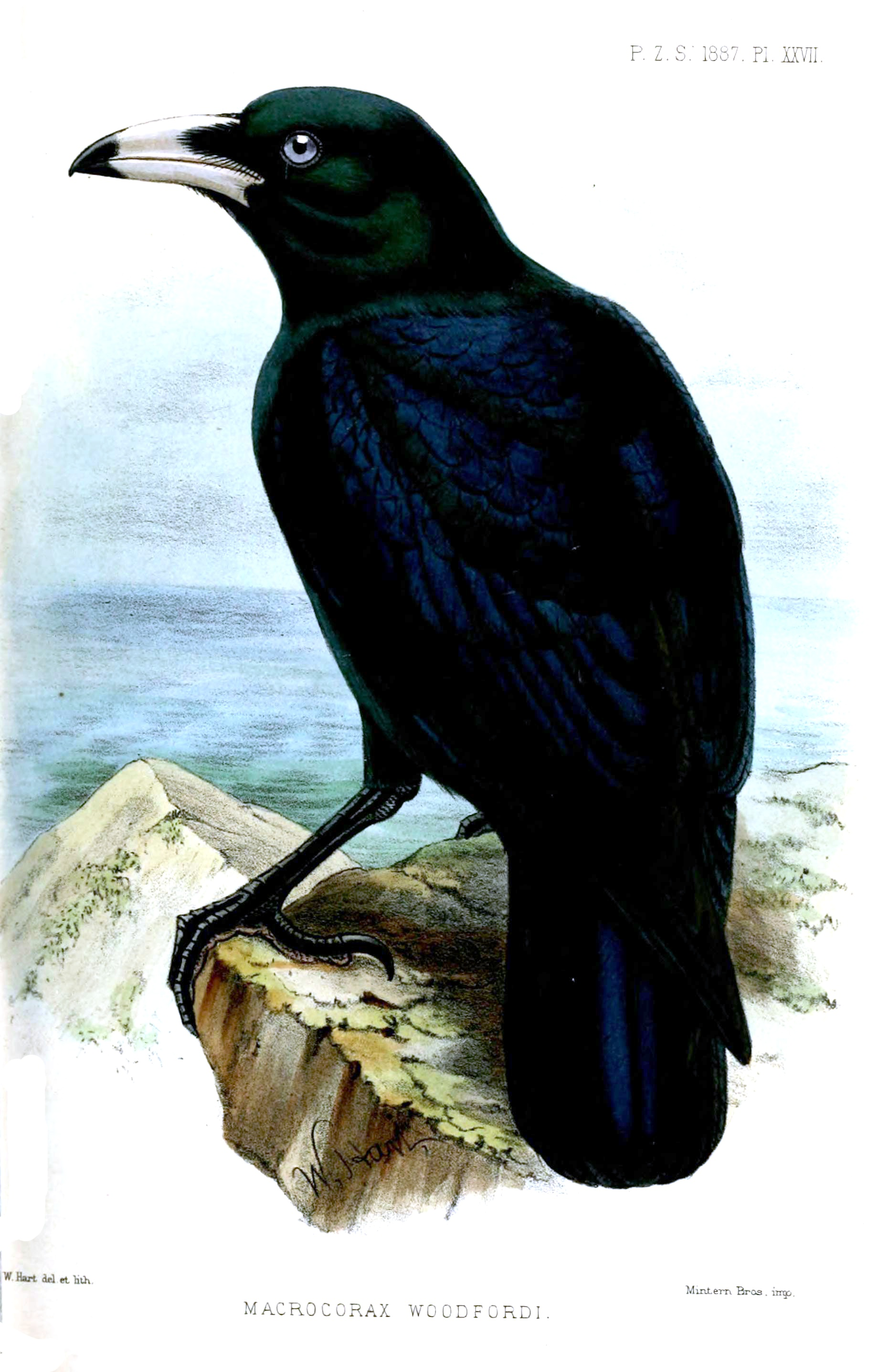
ソロモンガラス

  - Corvus splendens, House Crow, イエガラス
  - Corvus moneduloides, New Caledonian Crow, カレドニアガラス
  - Corvus unicolor, Banggai Crow, バンガイガラス
  - Corvus enca, Slender‐billed Crow, スンダガラス
  - Corvus violaceus, Violet Crow
  - Corvus typicus, Piping Crow, セレベスガラス
  - Corvus florensis, Flores Crow, フロレスガラス
  - Corvus kubaryi, Mariana Crow, クバリーガラス
  - Corvus validus, Long‐billed Crow, モルッカガラス
  - Corvus woodfordi, White‐billed Crow, ソロモンガラス
  - Corvus meeki, Bougainville Crow, ブーゲンビルガラス
  - Corvus fuscicapillus, Brown‐headed Crow, チャガシラガラス
  - Corvus tristis, Grey Crow, ハゲガオガラス
  - Corvus capensis, Cape Crow, ツルハシガラス
  - Corvus frugilegus, Rook, ミヤマガラス
  - Corvus brachyrhynchos, American Crow, アメリカガラス
  - Corvus caurinus, Northwestern Crow, ヒメコバシガラス
  - Corvus imparatus, Tamaulipas Crow, メキシコガラス
  - Corvus sinaloae, Sinaloa Crow, ニシメキシコガラス
  - Corvus ossifragus, Fish Crow, ウオガラス
  - Corvus palmarum, Hispaniolan Palm Crow, ヤシガラス
  - Corvus minutus, Cuban Palm Crow （C. palmarum から分離）
  - Corvus jamaicensis, Jamaican Crow, ジャマイカガラス
  - Corvus nasicus, Cuban Crow, キューバガラス
  - Corvus leucognaphalus, White‐necked Crow, ヒスパニオラガラス
  - Corvus hawaiiensis, Hawaiian Crow, ハワイガラス
  - Corvus corone, Carrion Crow, ハシボソガラス
  - Corvus cornix, Hooded Crow, ズキンガラス
  - Corvus torquatus, Collared Crow, クビワガラス
  - Corvus macrorhynchos, Large‐billed Crow, ハシブトガラス
  - Corvus levaillantii, Eastern Jungle Crow
  - Corvus culminatus, Indian Jungle Crow
  - Corvus orru, Torresian Crow, ミナミガラス
  - Corvus insularis, Bismarck Crow
  - Corvus bennetti, Little Crow, ミナミコガラス
  - Corvus tasmanicus, Forest Raven, モリガラス
  - Corvus mellori, Little Raven, ミナミコワタリガラス
  - Corvus coronoides, Australian Raven, ミナミワタリガラス
  - Corvus albus, Pied Crow, ムナジロガラス
  - Corvus ruficollis, Brown‐necked Raven, チャエリガラス
  - Corvus edithae, Somali Crow
  - Corvus corax, Northern Raven, ワタリガラス
  - Corvus cryptoleucus, Chihuahuan Raven, シロエリガラス
  - Corvus rhipidurus, Fan‐tailed Raven, チビオガラス
  - Corvus albicollis, White‐necked Raven, シロエリオオハシガラス
  - Corvus crassirostris, Thick‐billed Raven, オオハシガラス
  - †Corvus moriorum, Chatham Islands Raven, チャタムガラス
  - †Corvus antipodum, New Zealand Raven, アンチポードガラス

#### 近縁な属
- Coloeus コクマルガラス属
  - Coloeus monedula, Western Jackdaw, ニシコクマルガラス
  - Coloeus dauuricus, Daurian Jackdaw, コクマルガラス
- Nucifraga ホシガラス属
  - Nucifraga columbiana, Clark’s Nutcracker, ハイイロホシガラス
  - Nucifraga caryocatactes, Spotted Nutcracker, ホシガラス
  - Nucifraga multipunctata, Large‐spotted Nutcracker（N. caryocatactes から分離）

#### 近縁でない属
- Zavattariornis ソデグロガラス属
  - Zavattariornis stresemanni, Stresemann’s Bushcrow, ソデグロガラス
- Podoces サバクガラス属
  - Podoces hendersoni, Henderson’s Ground Jay, ハシナガサバクガラス
  - Podoces biddulphi, Biddulph’s Ground Jay, オジロサバクガラス
  - Podoces panderi, Pander’s Ground Jay, サバクガラス
  - Podoces pleskei, Pleske’s Ground Jay, イランサバクガラス
- Pyrrhocorax ベニハシガラス属
  - Pyrrhocorax pyrrhocorax, Red‐billed Chough, ベニハシガラス
  - Pyrrhocorax graculus, Alpine Chough, キバシガラス
- Pica カササギ属
  - Pica pica, Eurasian Magpie, カササギ（カチガラス、コウライガラス）
  - Pica nuttalli, Yellow-billed Magpie, キバシカササギ

## 分布と各地での呼称と種類
ハシボソガラスはユーラシアに広く生息するが、ハシブトガラスの分布は東アジアと南アジアに限られる。ヨーロッパでは、ハシボソガラス（carrion crow）、ワタリガラス（common raven）、ミヤマガラス（rook）、ニシコクマルガラス（jackdaw）などが分布する。

### 日本での分布と呼称
日本で日常的に見られるカラス属のカラスは、留鳥のハシブトガラスとハシボソガラスの2種である。日常会話では通常、これらの全身が黒いカラスを特別に区別することはない。
渡り鳥では、北海道にワタリガラス、九州にミヤマガラスとコクマルガラスが冬鳥として飛来する。迷鳥のニシコクマルガラスとイエガラスを含めると、計7種が記録されている。
カラス属以外では、ホシガラスが山間部に生息する。

## 生態
ハシブトガラスの場合、翼長は32 – 39 cm。
ある程度の社会性を持っており、協力したり、鳴き声による意思の疎通を行ったりしている。遊戯行動（電線にぶら下がる、滑り台で滑る、雪の斜面を仰向けで滑り降りるなど）をとることも観察されている。4色型色覚で色を識別でき、人間と同じRGBに加えて紫外線も識別できる。人間の個体を区別して認識する。「#知能」で詳述する。

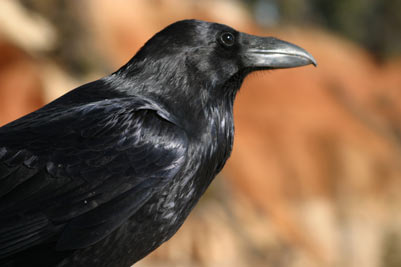
ワタリガラスの上半身
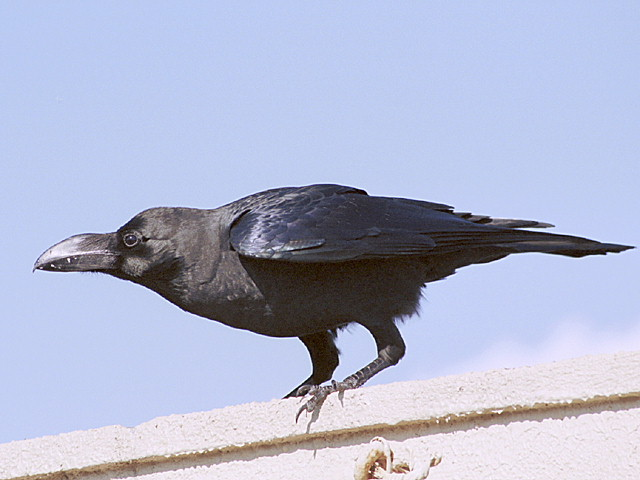
飛び立とうとするハシブトガラス
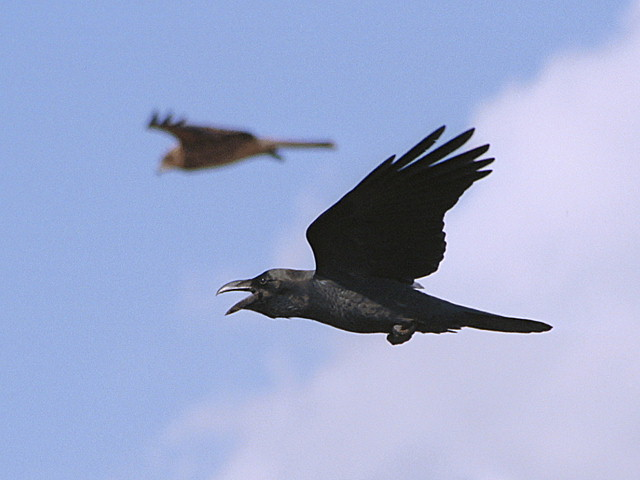
ハシブトガラスの飛翔

| - ワタリガラスの上半身 - 飛び立とうとするハシブトガラス - ハシブトガラスの飛翔 |

### 食性
雑食性で、生ゴミや動物の死骸をついばんでいるところがよく目撃される。都市部では食物を得るためにゴミ集積所を荒らすという行動や、農耕地では農作物を食害するという行動が問題となっている。その他にも昆虫類、小動物（小型哺乳類、鳥類の卵や雛、爬虫類、両生類、ザリガニなど多数）、植物の果実・種子、動物の糞なども食べる。ハシブトガラスは動物食傾向、ハシボソガラスは植物食傾向が強い。獲得した食物を物陰に隠し、後で食べるという貯食行動も行う。
日本では、ゴミ集積所に防鳥ネットなどカラス対策が実施されたほか、罠による捕獲や巣の除去といったヒトによる駆除、さらに天敵である猛禽類の都市部緑地への進出もあり、東京都心ではカラスの生息数が2000年頃をピークに減っている。

### 繁殖・営巣

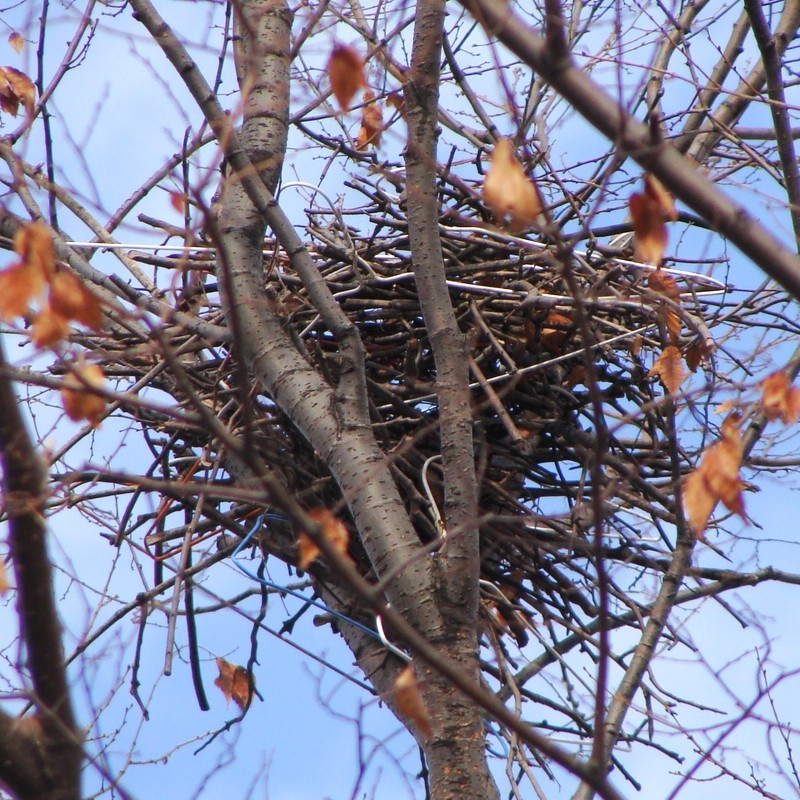
針金ハンガー入りの巣

繁殖期は春から夏で、一夫一妻制で協力して子育てを行う。抱卵期間は20日前後、巣立ちまでの期間は30〜40日程度。産卵数は2〜5（ハシブトガラス）ないし3〜5（ハシボソガラス）程度である。
巣は樹上に小枝を組んで作るが、最近では電柱や看板などに営巣することもあり、また巣の材料には針金・プラスチックなど様々な人工物を利用するようになっている。電柱や送電塔に針金類で営巣した場合、しばしば短絡の原因となり、問題となっている。
営巣期間中は縄張り意識が強く、不用意に巣に近づいたもしくは巣を見つめた人間や動物の個体を敵対者として認識・記憶し続け、威嚇・攻撃行動が見られる。
- 威嚇は、最初は鳴き声によって威嚇し、次には威嚇行動として、後方から相手の頭を狙って1メートル以内まで舞い降りサッと上昇する行動を行い、遠くへ立ち去るまで数百メートルに亘り背後から追跡し繰り返す[注 2][注 3]。

- 攻撃の場合は、多くは追跡威嚇行動が攻撃化し、「後方から舞い降りて頭を蹴りつけるか、頭髪をつかんで引っ張る」というものであり、怪我をした例は全体の17%であったという報告がある[12]。

### 群れの形成

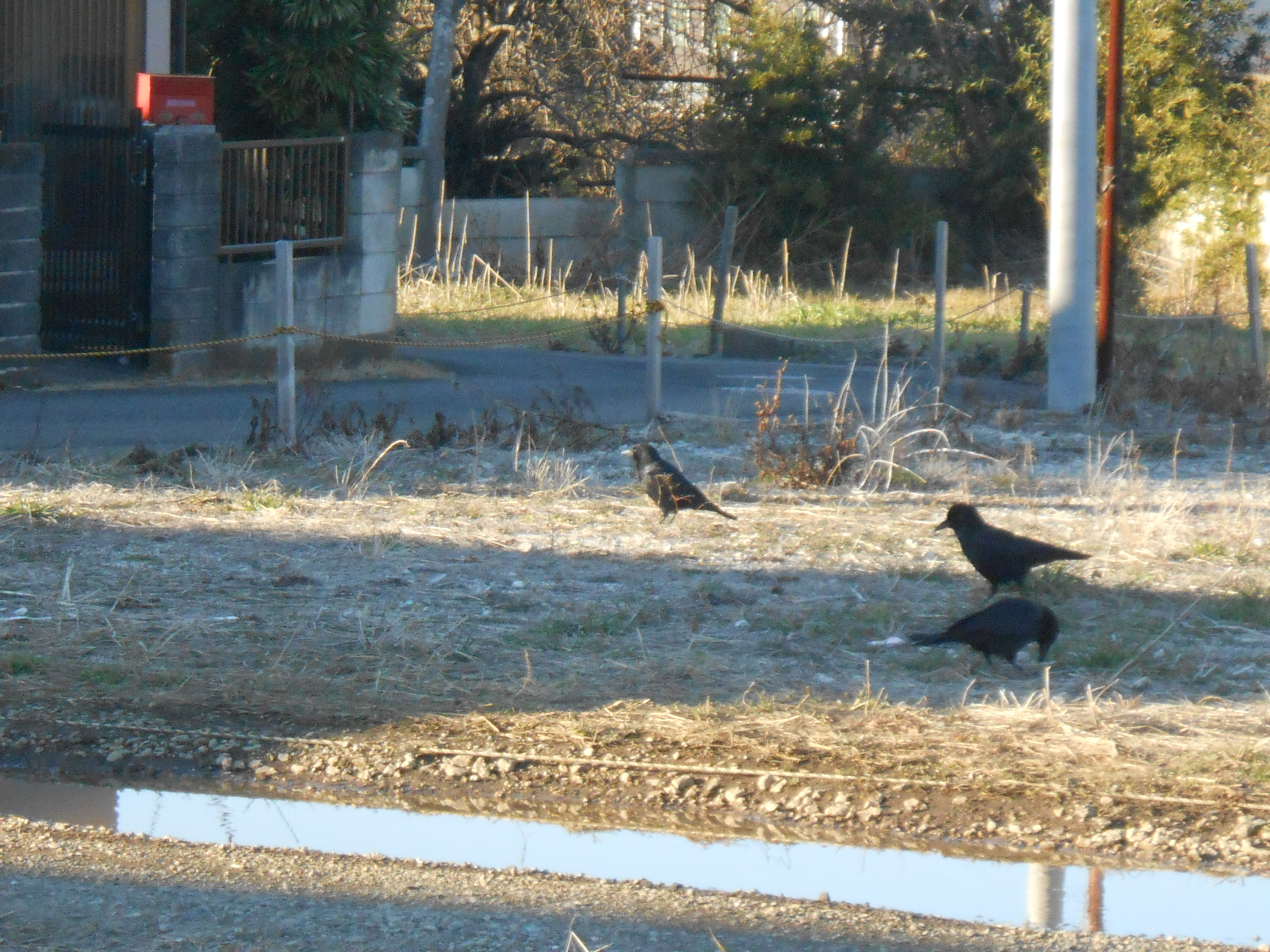
住宅地の空き地に群れるカラス

巣立ち後も2–3ヶ月程度は家族で群れを組んで生活する。
成鳥はつがいでほぼ一年中固定された縄張りを持つが、若鳥は群れで行動する。
繁殖中のつがいは巣の周辺でねぐらをとることが多いが、それ以外の個体は夜間人が立ち入ることのないよく茂った林や竹林に集団ねぐらをとる。近年では、公園の分布や面積に偏りのある都市ほど大群でねぐらをとる事例が多く発生している。

### 知能
前述のように昔から知能の高い動物として知られており、イソップ寓話には、瓶の中で水に浮く餌を取り出すために石を沈めて水位を上げる『カラスと水差し』という話が伝承されている。具体的には、以下のような例が観察されている。
ハシボソガラスが硬くて自分の嘴では砕けない食べ物を飛行場の滑走路、防波堤、建物の屋上などの硬い場所に落として割る行動が見られる。広島県では、カキ貝を落とす例もある。
道路にクルミを置き、自動車に轢かせて殻を割るという行動が、日本の都市でみられている。1996年、神奈川県で鉄道のレール上にハシボソガラスが石を置くという事件が頻発した。「JRの人間に巣を撤去されたことに対する復讐として、列車を転覆させようとしたのでは」と言われたこともあったが、実際は敷石（バラスト）の下にパンを貯食した際に、くわえ上げた石を偶然レール上に置きそれを放置することで起きていたというのが真相であった。
カラスが、嘴と足の指を器用に使い、公園の水道の蛇口をひねって水を飲む様子が観察されている。カレドニアガラスのように、小枝を加工して道具を作る例もある。雪の上でソリすべりをする。
雛の時期から人間に飼育された個体は、キュウカンチョウのように人間の言葉や犬の声などを真似ることもできるようになる。アメリカガラスが9年半人間の顔を覚えていた事例もある。また、ハシブトガラスは人間の男女の顔写真を識別できる。
ワタリガラスは食べ物の存在場所の情報を夜に仲間と共有する。カラスが少なくとも41語の言葉を持つことを利用し、日本の企業がカラス撃退装置を作っている。「カラス語」を研究している国立総合研究大学院大学（神奈川県葉山町）の塚原直樹助教によると次のようなカラス語がある。
- 「カ～カ～カ～」：カラスが餌を見つけ、仲間を呼び寄せる時に鳴く声。カラス語では「こっちに食べ物があるよ」という意味。
- 「カッカッカッ」：鷹などの天敵が近づいてきたことを仲間に知らせたり、警戒する時に鳴く声。カラス語では「危険だよ」という意味。
- 「クア～クア～」：ねぐらに帰ろうとするカラスが発する鳴き声。「安全だよ」という意味。

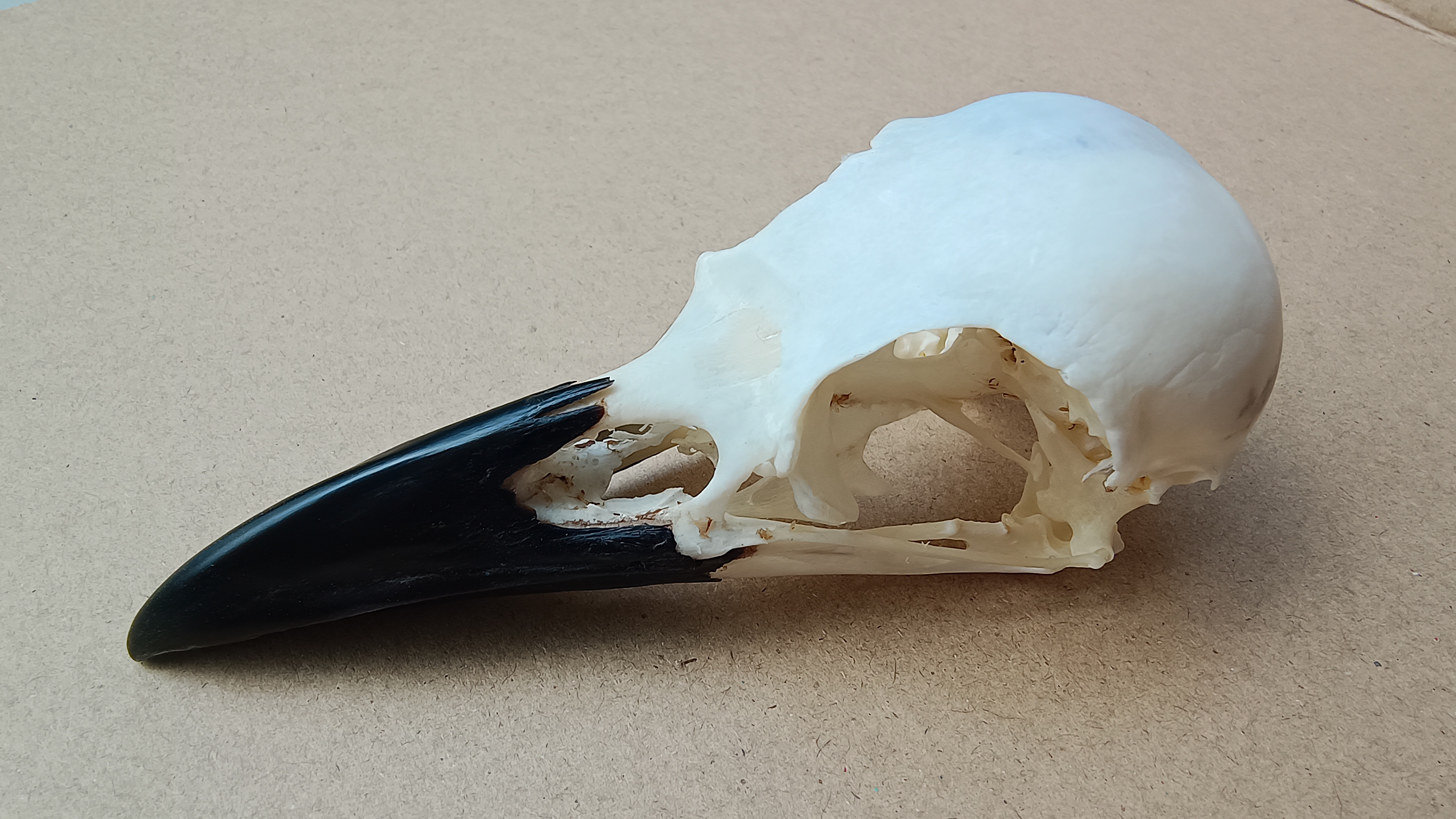
ハシボソガラスの頭蓋骨

カラスの脳地図を調べた研究によると思考や学習、感情をつかさどる大脳が極めて大きいことや、大脳の中でも「巣外套」「高外套」といわれる知的活動に関係する部分が大きくよく発達していることが分かった。

### 天敵
カラスは大型鳥類のため天敵はあまり存在しないが、オオタカの中にはカラスを頻繁に捕食する個体が存在し、その他の猛禽類やキツネなども稀にカラスを捕食することがある。だが、カラスはこれらの天敵から逆に獲物を横取りすることも多く、また猛禽類に対しては頻繁にモビングを行う。モビングする種はモビングしない種よりも長生きすると言う。モビングされた猛禽類は狩りの成功率が減るため、移動していく。モビングによって豪胆さを見せたカラスは序列を高め、伴侶を見つけやすくなる可能性が指摘されている。
卵や雛はアオダイショウなどに捕食されている可能性もある。ほかには、フクロウが実際にカラスの雛を捕食した例もある。このほか、同種のカラスが他の卵や雛、衰弱した個体を共食いすることも多い。

## 鳥類ではないカラスと名のつく生物
動物
- カラスヤンマ - オニヤンマ科のトンボ。
- カラスアゲハ - アゲハチョウ科のチョウ。
- カラスガイ - イシガイ科の貝。
- カラス - フグ科トラフグ属の魚。カラスフグとも。

植物
- カラスウリ（烏瓜） - ウリ科の多年草。
  - オオカラスウリ（大烏瓜） - カラスウリ属の多年草。
  - ケカラスウリ（毛烏瓜） - カラスウリ属の多年草。
- 烏扇（からすおおぎ） - ヒオウギ（桧扇）アヤメ科の多年草のこと。または、ヒオウギの花のこと。
- 烏羽玉（うばたま） - サボテン科のペヨーテのこと。または射干玉（ぬばたま）とも言い、上記のヒオウギの実のことで、ヒオウギの実の色が漆黒であることから名付けられた。
- カラスザンショウ（烏山椒） -  ミカン科の落葉樹。
- カラスノエンドウ（烏野豌豆） - マメ科の越年草。
- カラスノゴマ（烏の胡麻） - シナノキ科の一年草。
- カラスビシャク（烏柄杓） - サトイモ科の多年草。

## 利用
日本では、ミヤマガラス・ハシボソガラス・ハシブトガラスは、鳥獣保護法により猟期に猟区で適法な方法にて捕獲する場合を除き原則として捕獲が禁止されている。
チェンバロのジャックの爪は元々鳥の羽根を使い、元気なカラスが飛び去ったあとに落ちた羽をオリーブオイルで浸けたものが一番よいとされている。

### 食肉
肉そのものに毒性はないものの、野生のカラスはゴミ、生き物の死骸、有毒動物などを食べている可能性があり、これらに由来する有害物質が健康を害する恐れがある。宗教的あるいは文化的な理由に基づく神聖視あるいは嫌悪によって食べることが避けられている地域も多い。英語には「Eating crow」（カラスを食べる）という言い回しがあり、「カラスを食べるのと同じくらい嫌なこと」から転じて「過ちを認める」という意味で使われている。
一方、歴史的にカラスを食べることがなかった地域でも、飢饉の最中などにあっては最も身近な鳥として食肉利用が検討された例がある。大恐慌最中の1930年代、アメリカのオクラホマ州タルサではカラス料理が流行した。これは元保健監督官のT・W・スターリングス博士（T. W. Stallings）が食肉利用を提唱したことがきっかけで、農家の多い同州で猛威を振るっていた害鳥としてのカラスの駆除促進も兼ねていた。流行は周辺の諸州にも波及し、1940年代まで続いた。
そのほか、リトアニアにはカラス料理が伝わる地域がいくつかある。カルナベルジェ村では、かつて荘園で駆除されたカラスを食べていた。伝統としては廃れていたものの、2000年代に入ってから改めて「地元料理」としての宣伝が行われ、カラス料理を提供する祭りも企画された。
2003年の報道によると、帯広畜産大学畜産科学科の教授の関川三男らのグループが、カラスの食用化を探る研究を進めている。研究は、将来の食糧難対策と、有害鳥獣として処分されるカラスの有効活用にメドをつけるのが目的。カラスの胸肉は、鯨肉にも豊富に含まれる色素のミオグロビンが多く、赤みが強いのが特徴。食感や味は鶏の胸肉に似ており、学生に食べさせたところ、評判も上々だった。また、関川の報告によると、カラスの肉に残留した重金属や農薬などもなく、微生物検査においても問題がなかったために、食肉としての安全性も認められると評価している。その他に、カラスの肉は鶏肉と比較して、鉄分が高いことが分かっている。
石原慎太郎東京都知事（当時）は「カラスのミートパイ」を東京名物として売り出そうとしたことがあり、試食会では好評だった。
日本ジビエ振興協議会の代表を務める料理人の藤木徳彦は、自らの営むフランス料理店でカラス料理を提供してカラス肉の普及を呼びかけた。藤木によれば古いフランス料理本に「カラスの肉は意外に、高級食材のシギなどと共に大変美味だ」という記述があったとことがきっかけであるという。藤木の店では、客が安心して食べられるように山で暮らしていて天然の餌や果実を食べているハシボソガラスの肉を用いていた。味は想像以上に美味であると評価されている。
2017年、カラス研究者の塚原直樹による『本当に美味しいカラス料理の本』が出版された。有害鳥獣として捕獲されたカラスを有効活用しようとするもので、カラス肉の食味（硬くて臭い）や栄養（高タンパク低カロリー）、安全に食べるための解体や下処理方法（手袋着用）、レシピ（生食不可）などを紹介している。

### 生食の危険性
2023年3月7日、東京新聞付ウェブ版の首都圏ニュースにて、茨城県ひたちなか市内の「カラス料理愛好家の集い」に参加してカラスの肉を生で食べ、その体験を一部地域の食文化だと紹介した記者コラムが掲載された。コラムでは、「食中毒のリスクが高く生食は止めるように」という県の生活衛生課のコメントやカラス料理研究家の本を併記していたが、「この貴重な食文化がゲテモノ扱いされたまま先細ってしまうのはあまりにも惜しい」「食べ物への偏見は差別につながる。偏見をなくすことが世界平和につながる」というコメントで締め括られていた。
記事の配信後、ツイッター上では、医師や科学ジャーナリストらから「ジビエの生食は、肝炎などを引き起こし、死ぬリスクがあるため止めてほしい」、「マネする人が出かねない」、「県内で鳥インフルエンザが発生して鶏が殺処分されたと報じられているにもかかわらず、ジビエの生食を紹介するのは理解できない」などの疑問や批判の声が相次いだ。翌日3月8日には、厚生労働省が公式ツイッターで、ジビエの生食は「非常に危険」だとして、カラスのイラストを付けて「ジビエはしっかり中まで加熱しよう」と注意を呼びかける投稿を行った。一方で、『東京新聞』は、J-CASTやBuzzFeedの取材に対して「記事で掲載した通りです」と回答し、問題視しない姿勢を示している。
ひたちなか市の一部地域でカラス肉の生食が伝統とされている旨は、過去にも『北國新聞』や『朝日新聞』、『NEWSつくば』などに掲載されていたが、これについてJ-CASTニュースの取材を受けた茨城県生活衛生課は「表に出ないところで愛好者がおられるのかもしれませんが、聞いたことはありませんので、伝統とは言えないのではないかと考えています」と答えている。茨城県選出の上月良祐参議院議員は、この「カラスを食べる会」の常連であり、『東京新聞』が取材した2023年2月10日の食事会にも夫婦で参加していた。

## 文化

### イメージ
知能が高い面が狡猾（こうかつ）な印象を与えたり、食性の一面である腐肉食や黒い羽毛が死を連想させたりすることから、様々な物語における悪魔や魔女の使い（使い魔）や化身のように、悪や不吉の象徴として描かれることが多い。一方で、上記のような神話・伝説にあるように、古くから世界各地で「太陽の使い」や「神の使い」として崇められてきた生き物でもある。これは古代の世界各地において、朝日や夕日など太陽に向かって飛んでいるように見えるカラスの姿（近年では太陽の位置と体内時計で帰巣する姿であるという研究がある）を目にした当時の人々が、この性質を太陽と結びつけた結果、神聖視されるようになったという説がある。
また、古代には鳥葬の風習があった地域が世界各地に存在し、猛禽類やカラスなど肉食性の鳥類が天国へ魂を運ぶ、死の穢（けが）れを祓（はら）ってくれる、あるいは神の御使いであるなどの理由で神聖視されたという説もある。
日本では、カラスの実際の羽色は、「烏の濡羽色（からすのぬればいろ）」という表現もある通り、深みのあるつややかな濃紫色である烏の濡羽色は、黒く青みのあるつややかな色の名前である。特に女性の美しい黒髪の形容に使われることが多く、濡烏（ぬれがらす）、烏羽（からすば）、烏羽色ともいう。
ねぐらに帰る時に鳴くことも多く、この行動が深く印象付けられてきたことから、帰る（帰郷・帰宅）や夕暮れを想像させる。

### 慣用句・常套句・名文句

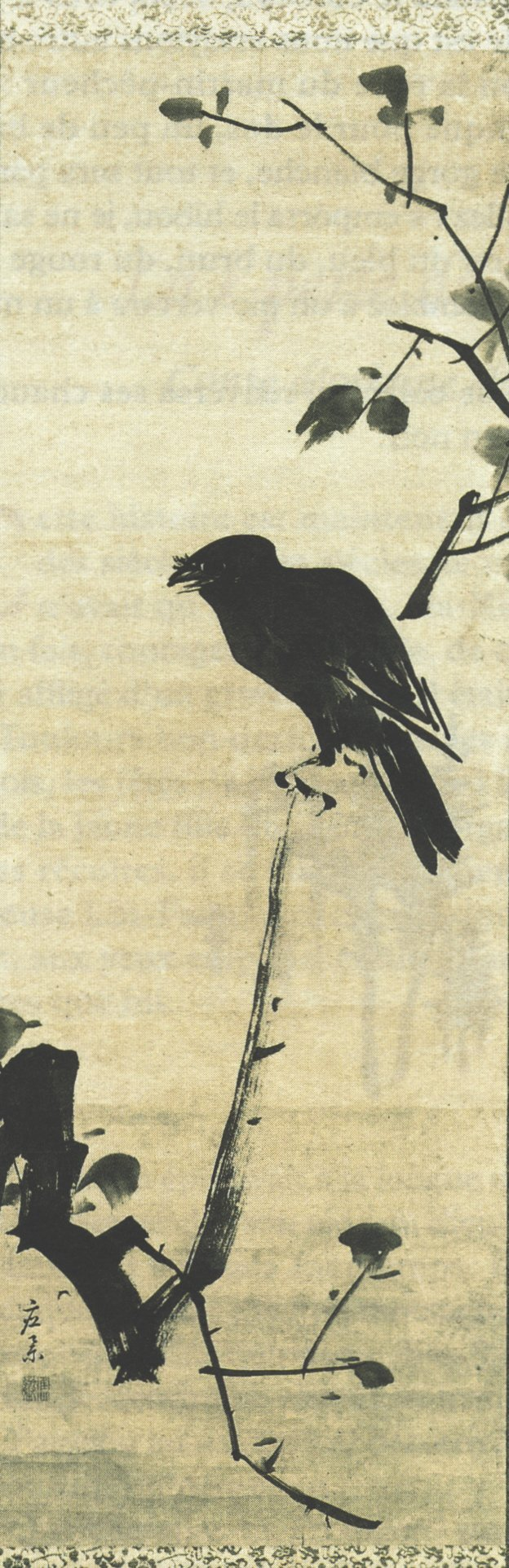
円山応挙『からす』

烏を用いた慣用句などには次のようなものがある。
- 烏の行水（すぐに風呂から上がってしまうこと）
- 烏の足跡（目じりのしわが足跡のように見えることから）
- 烏の髪（黒髪のこと）
- 烏の鳴かぬ日はあっても（この後に続けて毎日何かが行われる様子を書く強調表現）
- 濡烏・烏の濡れ羽色（しっとりと濡れたような黒色。黒髪を指す場合が多い）
- 闇夜に烏（見分けがつかないことの例え）
- 三羽烏（さんばがらす、三人組のたとえ）
- 烏合の衆（統制の取れていない集団をさす言葉）
- 「カラスが鳴くから、帰ーろうっ」（男子）／「カラスが鳴くから帰りましょ」（女子） - 夕方になって子供たちが遊びを仕舞にし、「みんな家に帰ろうよ」という時の合図のように使われる。
- 「ねぐらへ帰る烏が二羽、三羽」（アナウンサーである松内則三が、1929年（昭和4年）秋の東京六大学野球早慶戦3回戦の実況の際、夕暮れの神宮球場の情景をラジオで伝え、これがレコード化されたため著名になった文句[50]）
- 烏を食べる（英語で屈辱を耐える、恥を忍ぶの意[51]）
- 月夜烏（秋の季語。夜にうかれて騒ぐカラスから転じて夜遊びする人を指す[52]）

### 神話・伝承
太陽の使いや神の使いという神話や伝承が世界各地にある。元は違う色だったカラスの羽毛が、何らかの原因で真っ黒になってしまった、という伝承が世界各地にある。
視力が高い、見分ける知能もあるということから「炯眼」「慧眼」とされ、神話や伝承において斥候や走駆や密偵や偵察の役目を持つ位置付けで描かれることが多い。

#### 俗信
古来、カラスは霊魂を運ぶ霊鳥とされていた。「烏鳴きが悪いと人が死ぬ」という伝承があり、カラスが騒いだり異様な声で鳴くとその近所に死人があると信じられた。また、柿を収穫する時、翌年カラスが柿の木に宿る霊魂を連れて帰ってくると考えられ、カラスのために最後の実を残す風習があった。「月夜烏は火に祟る」と言われ、夜のカラスの鳴き声が火災の前兆とされる俗信もあった。
「烏」という漢字の成り立ちに関する民間俗説として、全身が黒いカラスの目はカモフラージュされ見えづらいため、象形文字である「鳥」から目の部分を表す一本の横線を取ったというものがある。また八巻正治は自著『聖書とハンディキャップ』（一粒社、1991年）224頁で「ご承知のようにカラスを漢字では『烏』と書きますが、これをよく見ると「鳥」という字と少し異なります（横路が一本足りません）。つまりやや飛躍して考えるならば、カラスは鳥の中でも低くとらえられている存在でもあるともいえるのです。」と主張している。実際には「烏」と「鳥」が横棒一本の有無の違いになったのは隷変による偶然であり、漢の時代より前の「烏」と「鳥」は全く違う形をしている。

#### 信仰

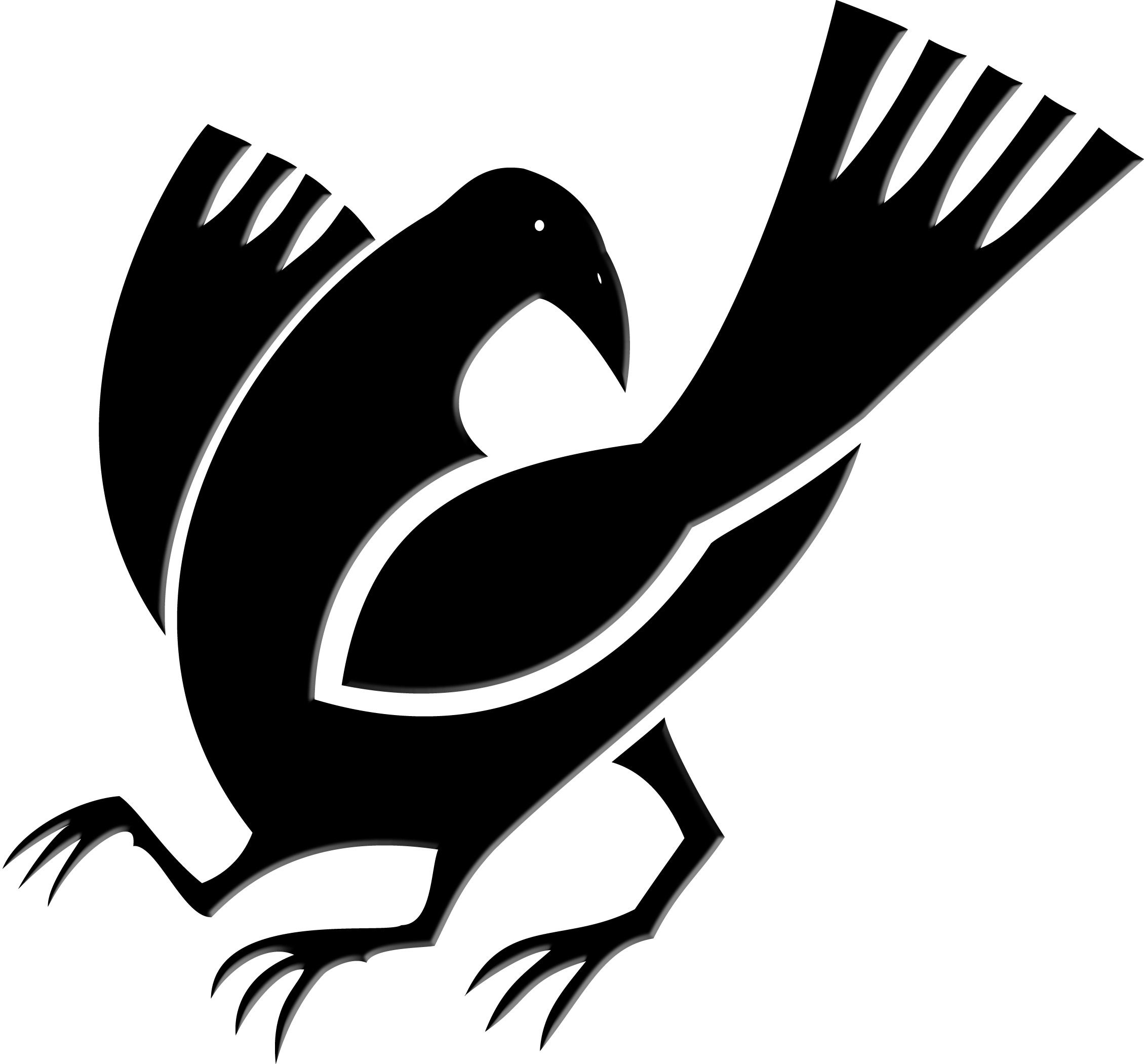
八咫烏

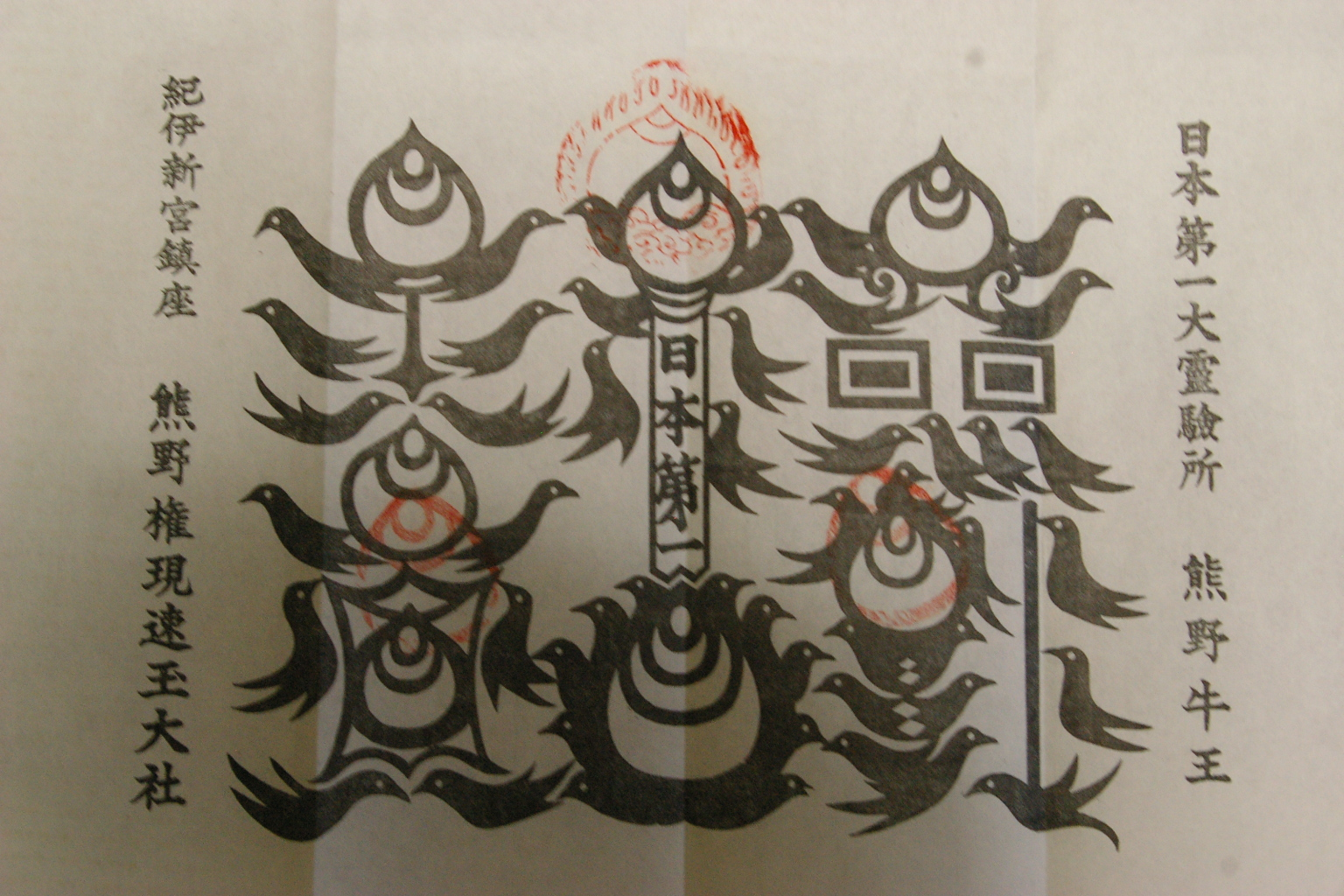
熊野牛王符（熊野速玉大社）

カラスは古来、吉兆を示す鳥であった。日本神話の神武東征で、熊野に上陸して大和国へ向かう神武天皇を三本足の「八咫烏（やたがらす）」が松明を掲げ導いたと伝わる。日本サッカー協会のシンボルマークはこの八咫烏である。
カラスは熊野三山の御使いでもある。熊野神社などから出す牛王宝印（ごおうほういん=熊野牛王符）は、本来は神札であり、中世～近世にはこれを用いて起請文を起こした。これを使った起請を破ると、熊野でカラスが3羽死に、その人には天罰が下るという。「誓紙書くたび三羽づつ、熊野で烏が死んだげな」という小唄もある。また、熊野新宮に仕えていた鈴木氏の一族の中には、八咫烏やカラスを家紋に用いる家がある。鈴木氏の属した雑賀衆が旗印として八咫烏を用いたとの伝承もある。
長野県の北信地方に伝わる「烏踊り」といわれる民謡と踊りがあり、足さばきにおいて九種類の型を繰り返すことから、修験者である山伏が唱えた呪法である九字切り（九字護身法）を手ではなく足で行ったとされる。このことと、山岳信仰を起源に持つ修験道では、「カラスは神の使い」とされてきたことと合わせて、この烏踊りは山岳信仰に基づく烏に対する信仰と修験者の踊りが、民謡になっていったと考えられている。
容貌がカラスに似た天狗については「烏天狗」を参照。

#### カラスの色

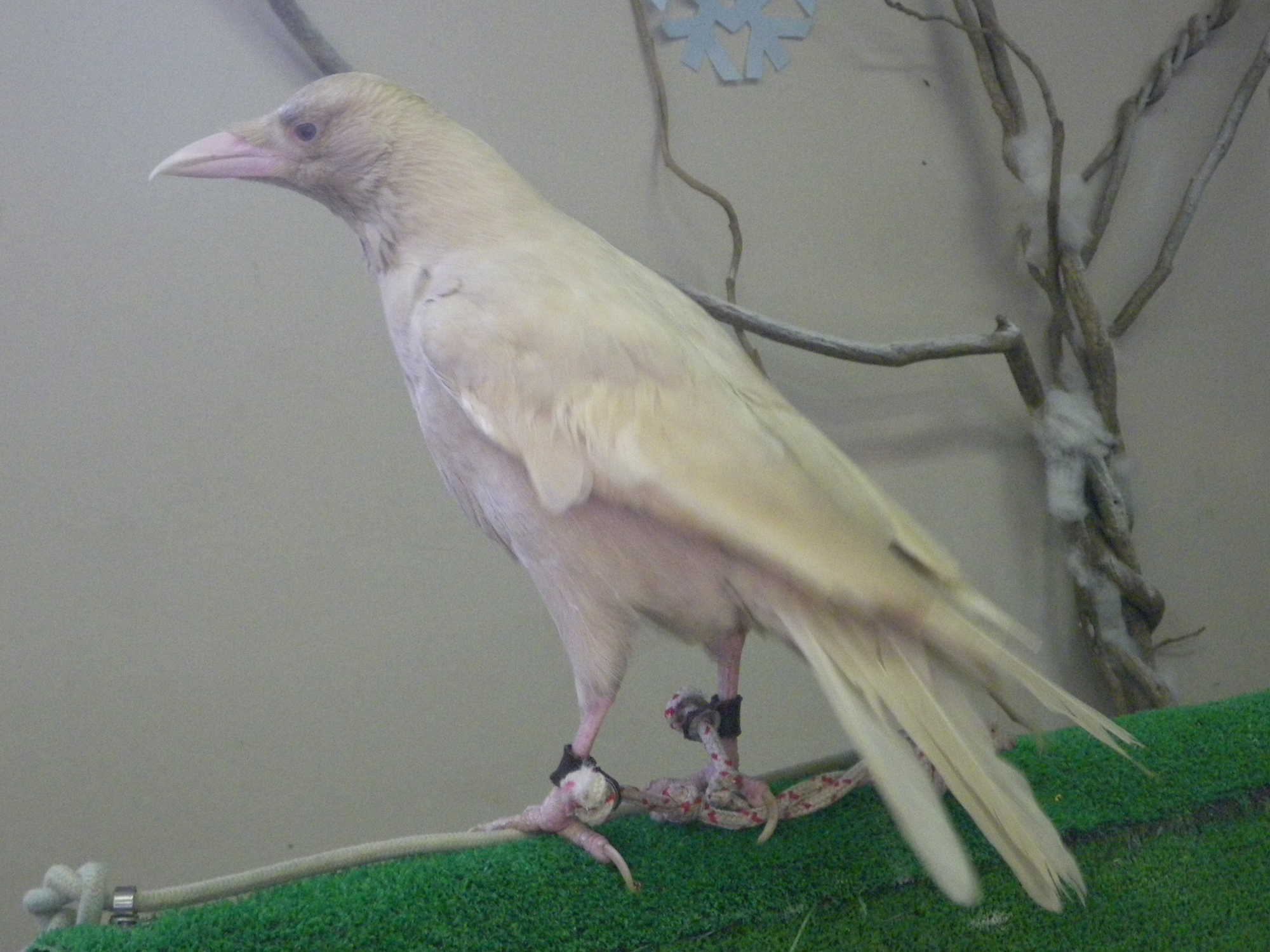
ハシボソガラスのアルビノ

また神話・伝説上では通常、生物学的に知られているカラスとは色違い・特徴違いのカラスが存在する。それらは、吉祥と霊格の高い順に八咫烏、赤烏、青烏、蒼烏と白烏が同等とされている。
民話の一つには次のようなものがある。「カラスは元々白い鳥だったが、フクロウの染物屋に綺麗な色に塗り替えを頼んだところ、黒地に金や銀で模様を描けば上品で美しく仕上がると考えたフクロウはいきなりカラスの全身を真っ黒に塗ってしまい、怒ったカラスに追い掛け回され、今ではカラスが飛ばない夜にしか表に出られなくなった。カラスはいまだにガアガアと抗議の声を上げている」というものがある。別に伝わる民話では「欲張りなカラスの注文に応じて様々な模様を重ね塗りしていくうちに、ついに真っ黒になってしまった」というものもある。

#### 中国
日本を含む、中華文明圏とその周辺国に伝わる「三足烏」は、中国の「日烏」が起源である。中国では古来、太陽にはカラス、月にはウサギまたはヒキガエルが棲むとされてそれぞれの象徴となった。月日のことを「烏兎（うと）」と呼ぶ用例等にこれが現れている。足が3本あるのは、中国では奇数は陽、偶数は陰とされるので、太陽の象徴であるカラスが2本足では表象にずれが生じるからである。このカラスの外形の起源に付いては、黄土の土煙を通して観察された太陽黒点から来ているのではないかとする説がある。清朝においては、太祖がカラスに命を救われた逸話に基づき、神聖な動物として尊重された。

#### イギリス

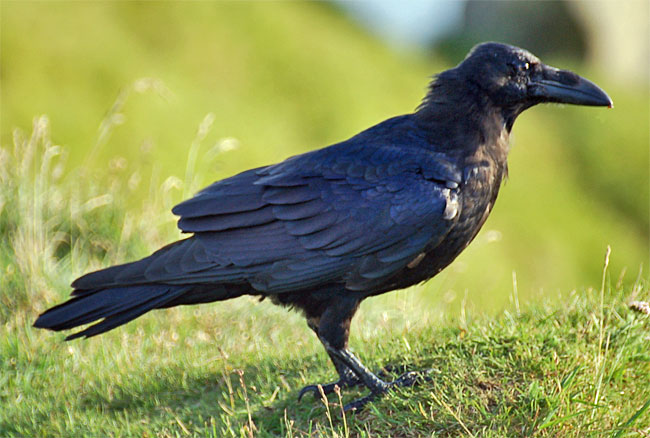
ワタリガラス

イギリスでは、アーサー王が魔法をかけられてワタリガラス（大ガラス）に姿を変えられたと伝えられる。このことから、ワタリガラスを傷付けることは、アーサー王（さらには英国王室）に対する反逆とも言われ、不吉なことを招くとされている。また、ロンドン塔においては、ロンドン大火の際に大量に繁殖したワタリガラスが時の権力者に保護され、ワタリガラスとロンドン塔は現在に至るまで密接な関係にある。なお、J.R.R.トルーキンの『ホビットの冒険』作中に、ワタリガラス（原文は Raven。訳書によってはオオガラス）の一族が登場するが、これも英国王室に少なからぬ関係を持つワタリガラスを尊重しての登場だと言われている。ただし、『指輪物語』にも登場するクレバインと呼ばれる大鴉たちは、むしろ邪悪の陣営の走狗としての役どころである。

#### ケルト神話
ケルト神話に登場する女神（戦いの神）モリガン、ヴァハ、バズヴ（ネヴァン）は、戦場にワタリガラスの姿となって現れる。もしくは、肩にカラスが留まっている姿で描写されたり、バズヴがカラスの化身であると伝承されたりしている。神といっても清廉や崇高な印象ではなく、戦場に殺戮と死をもたらす存在として描かれることが多い。

#### 北欧神話
北欧神話では、主神であり、戦争と死を司る神、オーディンの斥候として、2羽のワタリガラス「フギン（＝思考）とムニン（＝記憶）」が登場する。このワタリガラスは世界中を飛び回り、オーディンに様々な情報を伝えているとされる。

#### ギリシア神話

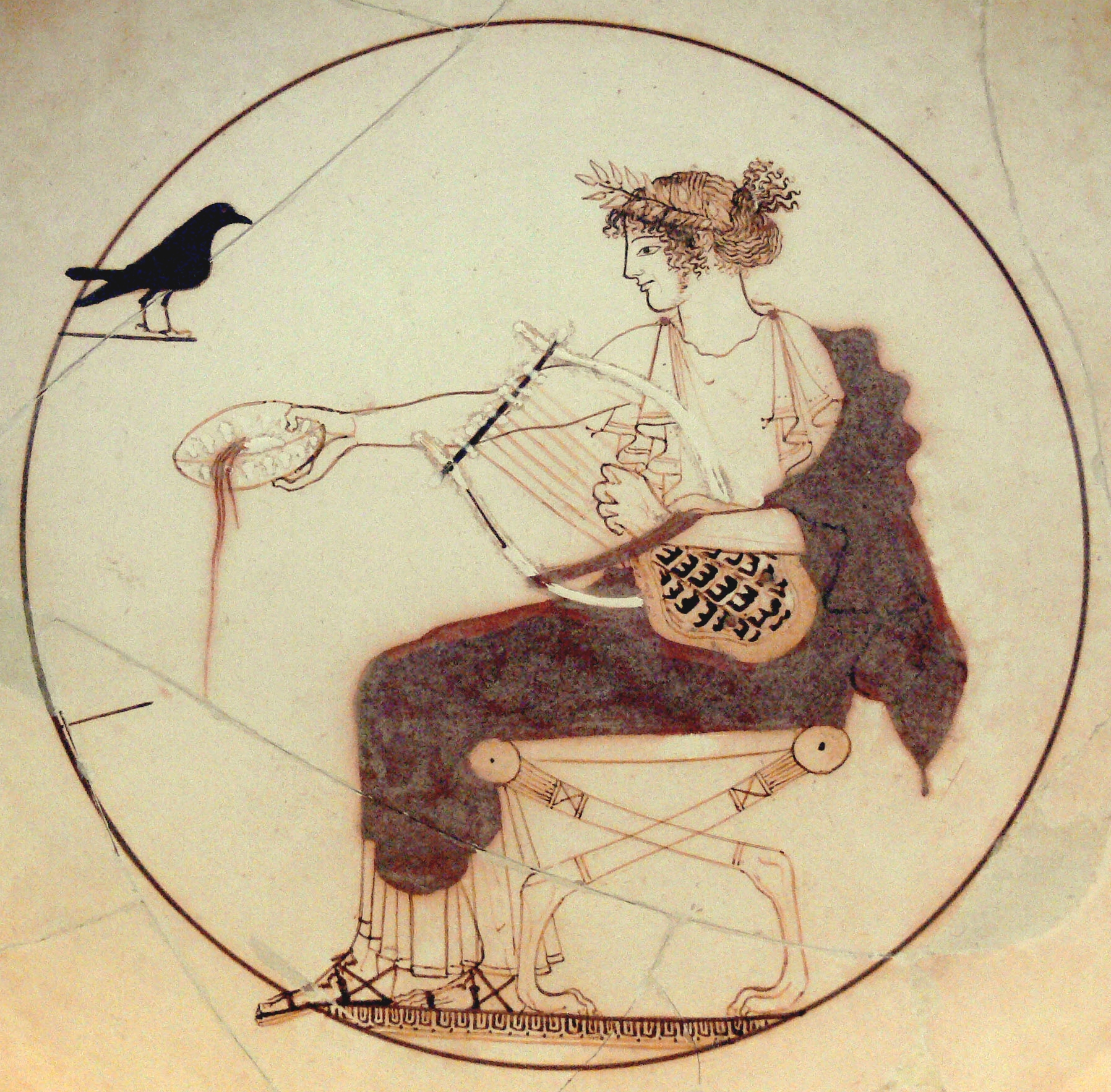
アポロンとカラス

ギリシア神話では太陽神アポロンに仕えていた。色は白銀（白・銀とも）で美しい声を持ち、人の言葉も話すことができる非常に賢い鳥だったとされる。しかし、ある時にカラスは、天界のアポロンと離れて地上で暮らす妻コロニスが、人間の男であるイスキュスと親しくしている（見間違いとも）とアポロンに密告（虚偽の報告とも）をした。アポロンは嫉妬して怒り、天界から弓で矢を放ち、コロニスを射抜いてしまった。死ぬ間際に「あなたの子を身ごもっている」と告げたコロニスの言葉に、我に返ったアポロンは後悔し、きっかけを作ったカラスに行き場の無い怒りをぶつけ、その美しい羽の色と美声と人語を奪った。カラスは天界を追放され、喪に服すかのように羽は漆黒に変わり、声も潰れて、言葉を話すどころか、醜い鳴き声を発することしかできなくなった。
異説
異説として、アポロンの走駆や密偵、または水くみの仰せをつかったカラスが、地上で道草をしてしまい、地上の状況の報告または水くみが遅れ、「嘘をついて言い訳をした」または「コロニスとイスキュスの密会をでっち上げた」というものもあり、水くみについては、仕えたカラスの死後、天上に星座としてかたどったとしながらも、コップ座がちょうどからす座のくちばしに届かない微妙な位置にあることから、水くみの異説を裏付けるものとして捉えられている。

#### エジプト
古代エジプトでは太陽の鳥とされた。

#### 中東
メソポタミアを中心に旧約聖書『創世記』5章から10章でも伝わる世界を襲った大洪水の後に、『創世記』8章7節において、炯眼から偵察として初めて外に放たれた動物である。洪水後、船から放され、水がひいたことを知らせた。旧約聖書ではカラスに次いで鳩が放たれた。
預言者エリヤがアハブ王から逃れていた間、主の遣いであるカラスの持ってくるパンと肉によって養われていた（『列王記』上17章2-6節）。

#### 北米先住民
トリンギット族（クリンギット）とトリンギット亜族（チルカット族・ツィムシアン族・ハイダ族）に伝わるカラスは、創世に関わるものが複数ある。代表的なものとしては、「ワタリガラスが森を作り、人を始めとした生き物が住み着いたが、あるときに寒波が襲い、生き物は死に絶えそうになった。一計を案じたワタリガラスは、ワシに太陽まで飛んで行ってそのかけらを持ち帰ってほしいと頼んだ。ワシは承諾し、身を焦がしながらも火を持ち帰り、大地の様々な所に火を灯した。それが、生きとし生けるものの魂となった」というものがあり、この伝承の影響からかハイダ族は、カラス族とワシ族の2部族に分かれている。
他にも、人々が暗闇の中で何も持たず暮らしているのを不憫に思ったワタリガラスが、「二枚貝の暗闇の中から誘い出す」「神が隠した太陽を神の娘の子供としてカラス自身が娘に受胎して神の孫となって神に頼んで太陽を開放する」「天上界（空の家という表現）へ変装して忍び込み星と月と日を盗み出し、人々に開放する」といった各話に、「人々に暮らしや家を与える、作り方などを教える」といったものが付加される形で創世の神話がなっている。

### カラスに関係した飛行機
- 二宮忠八は、カラスが翼を広げて滑空する姿から、この翼の原理を応用すれば空を飛ぶ機械が作れると発想。1891年（明治24年）にゴム動力模型飛行機「カラス号」の初飛行を成功させた。
- アメリカ空軍の電子戦機EF-111のニックネームはレイヴン（大鴉、ワタリガラス）である。
- スターフライヤーのエアバスA320も機体のほぼ全体が黒色のため「カラス」と言われることがある。

### カラスが重要な位置づけで登場する作品

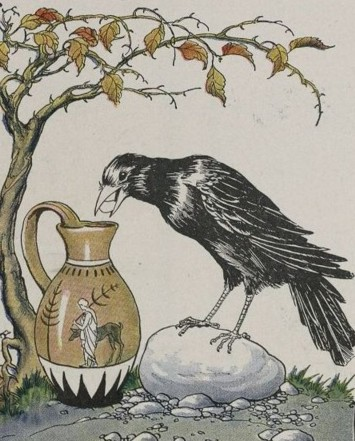
『カラスと水差し』

#### 文学
- イソップ寓話 - いくつかの話に登場する。知能の高さや、全身が黒い見た目などを題材としている。
- 『シートン動物記』 - シルバー・スポット（銀の星）と呼ばれる、賢い老ガラスのリーダーが登場する話がある。
- 『バーナビー・ラッジ』 - ディケンズの半推理・半歴史長編。人間の言葉を真似るカラスが登場。
- 『ぼくのくろう』 - 畑正憲のノンフィクション。小学校の国語の教科書に採用された。
- 『大鴉』 - エドガー・アラン・ポーの物語詩。愛する女性を亡くした男の部屋にカラスが舞い込み “Nevermore”（もう2度とない）という鳴き声を繰り返すという内容。
- 『からすのパンやさん』（1973）- かこさとし作・絵の絵本。続編を含めると5冊ある。
- 『ぼうさまになったからす』松谷みよ子 文、司修 絵（1978）。

#### 漫画・映画
- 『ザ・クロウ』『クロウ/飛翔伝説』
- 『夜叉鴉』 - 荻野真によるアクション漫画。
- 『恐怖のくちばし』 - 古賀新一による怪奇漫画。

#### 歌曲
- 『夕焼小焼』 - 中村雨紅の詩。草川信作曲の童謡。
- 『七つの子』 - 野口雨情の詩。本居長世作曲の童謡。子を思う親の心情を山に帰るカラスに託して歌う[59]。
- 『冬の旅』 - フランツ・シューベルト作曲の歌曲集。第15曲に「からす」のタイトルが与えられ、主人公の頭上を飛ぶ不吉な鳥について歌われる。
- 『鴉』 - 清水重道の詩。氷の上を飄々（ひょうひょう）と歩く大ガラスを印象的に歌う。信時潔は歌曲集『沙羅』の中でこれをとりあげ、狂言を思わせる曲を付けた。
- 『Crow Song』 - Girls Dead Monsterの楽曲。テレビアニメ『Angel Beats!』の挿入歌。『バンドリ! ガールズバンドパーティ!』や『ヘブンバーンズレッド』でカバーされた。
- 『Crow Blues』 - 『パチスロAngel Beats!』の書下ろし楽曲。

#### 詩歌
- 『烏百態』‐ 宮沢賢治の詩[59]。
- 暁（あかつき）と夜烏鳴けど この山上の（みね）の 木末（こぬれ）の上は いまだ静けしー作者不明（『万葉集』巻7-1263）[59]
- 朝烏 早くな鳴きそ 我が背子が 朝明（あさけ）の姿 見れば悲しもー作者不明（『万葉集』巻12-1263）[59]
- 烏とふ 大（おほ）をそ鳥の まさでにも 来まさぬ君を ころくとぞ鳴くー作者不明（『万葉集』巻14-1263）[59]
- 波羅門（ばらもん）の 作れる小田を 食（は）む烏 瞼（まなぶた）腫れて 旗桙（はたほこ）に居りー高宮王（『万葉集』巻16-1263）[59]